# 锡德维尔
锡德维尔（法語：Sideville，法語發音：[sidvil]）是法国芒什省的一个市镇，属于瑟堡区。

## 地理
锡德维尔（49°35'36"N, 1°41'10"W）面积7.63 平方千米，位于法国诺曼底大区芒什省，该省份为法国西北部沿海省份，西、北、东北三面环大西洋，东起顺时针与卡爾瓦多斯省、奧恩省、马耶讷省和伊勒-维莱讷省接壤。
与锡德维尔接壤的市镇（或旧市镇、城区）包括：努安维尔、科唐坦地区瑟堡、库维尔、阿尔丹瓦、马丹瓦、特尔泰维尔阿格、维朗德维尔、拉阿格。

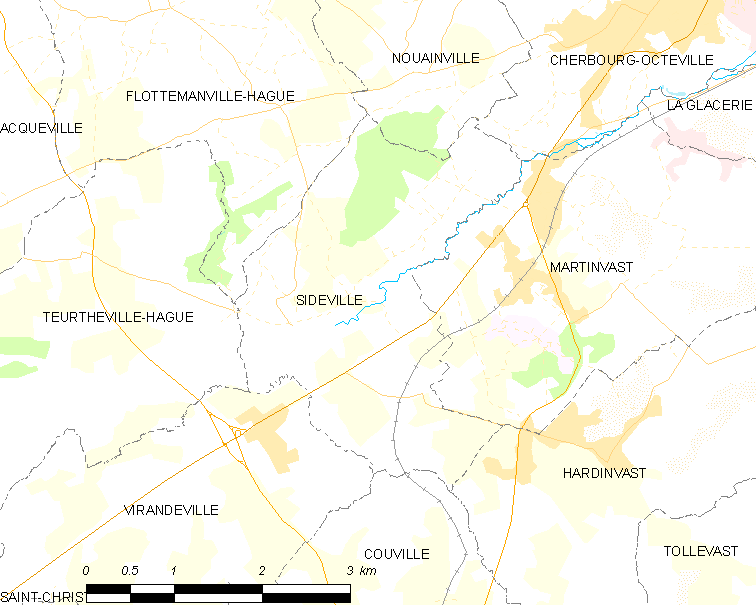
锡德维尔的OSM定位图

锡德维尔的时区为UTC+01:00、UTC+02:00（夏令时）。

## 行政
锡德维尔的邮政编码为50690，INSEE市镇编码为50575。

## 政治
锡德维尔所属的省级选区为科唐坦地区瑟堡第三县。

## 人口

1962-2008年间锡德维尔人口变化图示

锡德维尔于2022年1月1日时的人口数量为840人。